# 马王乡
马王乡，是中华人民共和国四川省南充市南部县曾经下辖的一个乡。2019年10月，撤销马王乡，将其所属行政区域划归八尔湖镇管辖。

## 行政区划
马王乡撤销前下辖以下地区：
任家岩村、东林寺村、桂花桥村、向家嘴村、鲁家庙村、真井寺村、岳家沟村、玉皇庙村、高家坡村、观音山村、宝马井村和宋家寨村。